# Plotényi Nándor
Nagylázi Plotényi Nándor (Nagyláz, 1844. augusztus 29. – Budapest, 1933. május 5.) hegedű- és zongoraművész.

## Életútja
Plotényi János és Winter Emília fiaként született. 1862-ben fedezte fel Reményi Ede a tehetséges ifjút Munkácson, 1864-ben már őt kísérte zongorán. 1867-ben volt első önálló hegedűestje Pesten. 1870-ben hegedűsként tagja lett a Nemzeti Színház zenekarának, majd első hegedűse lett, ugyanebben az évben grófi címet kapott. Egy ideig Párizsban élt, majd visszatért Magyarországra. Liszt Ferenccel és Johannes Brahmsszal is fellépett. Gyakran időzött Ung vármegyében fekvő nagylázi birtokán, ahol kastélyt is építtetett, az 1880-as évektől pedig már főleg birtokán élt. Ungváron magán zeneiskolát nyitott. 1906. december 19-én „nagylázi” előnévvel nemességet kapott.
Művei: hegedűverseny - Lisztnek ajánlotta - és más hegedűkompozíciók. Felesége, Macalister Eugénia 1933. március 11-én, Plotényi Nándor pedig két hónappal később, május 5-én hunyt el. Halála után a nagylázi gazdaságot fia vette át, majd ezt 1945-ben államosították.